# 普利茅斯鎮區 (北達科他州大福克斯縣)
普利茅斯鎮區（英語：Plymouth Township）是位於美國北達科他州大福克斯縣的一個鎮區。

## 地方資料
普利茅斯鎮區的面積為93.52平方千米，當中陸地面積為93.36平方千米，而水域面積為0.16平方千米。根據2020年美國人口普查的數據，當地共有人口50人，而人口密度為每平方千米0.53人。